# Slovanka
Slovanka (Seibthübel) ist ein Berg im tschechischen Teil des Isergebirges bei Hrabětice (Grafendorf) in der Gemeinde Janov nad Nisou (Honsberg) im Okres Jablonec nad Nisou (Gebietskörperschaft). Der 820 m ü. NN hohe Berg ist eine markante Erhebung zwischen den Aussichtstürmen Královka (Königshöhe) und Bramberk.
Der einsturzgefährdete Turm aus dem Jahre 1887 wurde am 5. Juli 2000 nach grundlegender Sanierung für 550.000 Kč wiedereröffnet. Neben dem Aussichtsgerüst befindet sich eine Bergbaude.
Über den Berg verlaufen Wanderwege in sechs Richtungen.